# Bogoria (powiat Staszowski)
Bogoria is een dorp in het Poolse woiwodschap Święty Krzyż, in het district Staszowski. De plaats maakt deel uit van de gemeente Bogoria en telt 930 inwoners.

## Verkeer en vervoer
- Station Bogoria